# Rubus minusculus
Rubus minusculus är en rosväxtart som beskrevs av H. Lév. och Eugène Vaniot. Rubus minusculus ingår i släktet rubusar, och familjen rosväxter. Inga underarter finns listade i Catalogue of Life.